# Venerologi
Venerologi er læren om kønssygdomme. Ordet er afledt af den romerske kærlighedsgudinde Venus (genitiv Veneris).
Se også
- Venerofobi